# Falczewo
Falczewo (deutsch Fauthshof) ist ein Ort in der polnischen Woiwodschaft Ermland-Masuren. Er gehört zur Gmina Bartoszyce (Landgemeinde Bartenstein) im Powiat Bartoszycki (Kreis Bartenstein (Ostpr.)).

## Geographische Lage
Falczewo liegt in der nördlichen Mitte der Woiwodschaft Ermland-Masuren, 23 Kilometer südwestlich der früheren und heute auf russischem Hoheitsgebiet gelegenen Kreisstadt Friedland (russisch Prawdinsk) bzw. zwei Kilometer nördlich des Zentrums der Stadt Bartoszyce (deutsch Bartenstein).

## Geschichte
Bei dem seinerzeitigen Fauthshof handelte es sich um einen großen Hof. 600 Meter nordöstlich des Hofs befand sich eine Ziegelei, die dem Ort eine überregionale Bedeutung verschaffte. Bis zum Jahre 1945 war Fauthshof in die Stadt Bartenstein im ostpreußischen Kreis Friedland (ab 1927: „Kreis Bartenstein“) eingegliedert. Im Jahre 1905 zählte Fauthshof 66 Einwohner.
Als 1945 in Kriegsfolge das gesamte südliche Ostpreußen an Polen fiel, erhielt Fauthshof die polnische Namensform „Falczewo“. Der Ort wurde aus der Stadt Bartoszyce ausgegliedert und ist heute eine Ortschaft innerhalb der die Stadt umgebenden Landgemeinde Bartoszyce im Powiat Bartoszycki (Kreis Bartenstein (Ostpr.)), von 1975 bis 1998 der Woiwodschaft Olsztyn, seither der Woiwodschaft Ermland-Masuren zugehörig. Im Jahre 2021 zählte Falczewo 107 Einwohner.

## Religion
Christentum
Bis 1945 war Fauthshof in die evangelische Johanniskirche Bartenstein in der Kirchenprovinz Ostpreußen der Kirche der Altpreußischen Union, außerdem in die römisch-katholische Kirche St. Bruno im damaligen Bistum Ermland eingepfarrt.
Auch heute gehört Falczewo kirchlich zur Stadt Bartoszyce: zur dortigen römisch-katholischen Pfarrei im jetzigen Erzbistum Ermland, sowie zur evangelischen Kirchengemeinde, die nun eine Filialgemeinde der Johanneskirche in Kętrzyn (Rastenburg) in der Diözese Masuren der Evangelisch-Augsburgischen Kirche in Polen ist.

## Verkehr
Falczewo liegt östlich der polnischen Woiwodschaftsstraße 512 (frühere deutsche Reichsstraße 142) – hier im Abschnitt zwischen der Stadt Bartoszyce und dem polnisch-russischen Grenzort Szczurkowo (deutsch Schönbruch, russisch Schirokoje). Eine Bahnanbindung besteht nicht mehr, seit der Bahnhof Bartoszyce an der Bahnstrecke Głomno–Białystok nicht mehr angefahren wird.